# Guillermo Torres
Guillermo Torres (Atlanta, EUA, 1957) és un astrofísic estatunidenc que treballa en el Harvard-Smithsonian Center for Astrophysics i és especialista en detecció i caracterització d'exoplanetes, dels quals n'ha descobert dos.
Torres es llicencià en física i es doctorà en astronomia a la Universitat Nacional de Córdoba a l'Argentina. Després fou becat al Harvard-Smithsonian Center for Astrophysics, a Massachusetts, EUA, on hi segueix treballant. És el primer autor dels articles corresponents al descobriment dels exoplanetes HAT-P-3 b (2003) i HAT-P-14 b (2007) i ha participat en la confirmació de l'òrbita de 18 planetes extrasolars, entre els quals s'inclouen els dos anteriors. El seu treball s'ha centrat en dissenyar un programari per analitzar els senyals recollits de possibles trànsits d'exoplanetes per part de la Missió Kepler de la NASA amb l'objectiu de identificar quines corresponen a trànsit d'exoplanetes i quines a altres fenòmens.